# Дрекслер, Игнаций
Игнатий Тадеуш Марьян Дрекслер (пол. Ignacy Tadeusz Marian Drexler, 9 апреля 1878 Львов — 13 декабря 1930 там же) — архитектор-урбанист, искусствовед, критик.

## Биография
Родился во Львове. Брат скульптора Люне Амалии Дрекслер. Учился на отделе гражданской и водной инженерии, инженерного факультета Львовской политехники в течение 1897–1901 гг. Диплом получил в 1903 году. В том же году работал инженером дорожного бюро Краевого отдела. В июне 1903 года именуемый приват-доцентом в Политехе. Перешёл на работу в регуляционный отдел краковского магистрата. Через год перешёл в обмерно-регуляционный отдел технического департамента львовского магистрата. Выступал за проведение конкурса на проект регуляции застройки Львова, однако из-за Первой мировой войны конкурс не провели. В 1913–1925 годах читал лекции по урбанистике и родственных дисциплин на созданной в 1913 г. во Львовской политехнике первой на территории тогдашней Польши кафедре градостроительства. Осенью 1925 года назначен чрезвычайным профессором кафедры. В 1928–1929 годах декан инженерного отдела. Член Политехнического общества во Львове с 1903 года. В 1916—1917 годах входил в правление общества., в 1922 году совместно с Витольдом Долинским возглавлял комиссию, которая присматривала за художественным уровнем надгробий, устанавливаемых на Лычаковском кладбище.
13 декабря 1930 во Львове совершил самоубийство. Похоронен на Лычаковском кладбище.

## Градостроительные проекты
Игнаций Дрекслер считается одним из пионеров урбанистики Польши. В 1910 принял участие в конкурсе на план расширения Кракова за счёт присоединения пригородных поселений. Работа не была отмечена, но приобретена жюри. В дальнейшем разработал окончательный план регуляции Кракова. Возглавил созданный в 1910 году обмерно-регуляционный отдел строительного департамента львовского магистрата. Департамент выполнил ряд подготовительных работ и сделал безуспешную попытку провести конкурс проектов регуляции Львова. Параллельно издал книгу «Большой Львов», идеи которой повлияли на дальнейшую работу по регуляции города. В 1923 году получил заказ от магистрата на изготовление проекта регуляции. Аналогичный заказ параллельно получил профессор Варшавской политехники Тадеуш Толвинский. Обе работы с сопроводительным материалом экспонировались в ратуше в 1924 году и позднее легли в основу дальнейших разработок магистрата в этом направлении. Работая в магистрате Дрекслер выполнил ряд проектов благоустройства отдельных улиц. В 1920-х годах разработал план расширения и улучшения планирования Лычаковского кладбища.
Дрекслер также принял участие в разработке принятого в 1928 году закона, который регулировал застройку населённых пунктов. Пропагандировал идеи городов-садов Эбенизера Говарда. Произнёс ряд докладов и рефератов на эту тему. Публиковал в профессиональной прессе сообщения с зарубежных выставок, посвящённых архитектуре и градостроительству. Изучал историю градостроительства. В частности в 1924 году выполнил копию обмерного плана Станиславова конца XVIII ст. (теперь Ивано-Франковск, копия хранится в фондах Ивано-Франковского краеведческого музея). Параллельно выполнил план регуляции Станиславова.
В 1925 году получил второе место на конкурсе проектов генплана Люблина. Среди преимуществ проекта Дрекслера было удачное решение вопросов озеленения, подчёркивания архитектурной ценности исторического центра. Эти наработки были учтены при дальнейших работах над генпланом в люблинском магистрате. Оригиналы проекта не сохранились, за исключением фрагмента, представляет детальное планировка Лук Татары над Быстрицей, а также слабо детализированной чёрно-белой фотографии проекта.

## Искусство
Кроме градостроительства Игнаций Дрекслер был известен также как искусствовед. В 1908 году перевёл и издал книгу Malarstwo i rysunek Макса Клингера, которая обрела большую популярность. В журнале «Tygodnik Ilustrowany» анализировал творчество фотографа Яна Булгака. Написал предисловие к альбому, выданного Людвиком Вележинским Malowidla scienne Jana Henryka Rosena w katedrze ormianskiej we Lwowie (Настенные росписи Яна Генрика Розена в армянском кафедральном соборе во Львове).

## Теоретические труды
- Malarstwo i rysunek. — 1908 (перевод немецкой книги Макса Клингера).
- Miasta ogrodowe. — Lwów. — 1912.
- Techniczny substrat do konkursu na plan rozszerzenia i regulacyi m. Lwowa // Czasopismo Techniczne. — 1914. — № 16.
- Odbudowanie wsi miast i na ziemi naszej. — Lwów. — 1916, переиздана в 1921.
- Wielki Lwów. — Nakładem Gminy miasta Lwowa, 1920.
- Ulice promieniowe i okolne miasta Lwowa. — Lwów. — 1921.
- Wielki Lwów: Wystawa map, planów, widoków i modeli miasta // Czasopismo Techniczne. — 1925. — № 10.
- Раздел «Budowa miast» в учебнике Podręcznik inżynierski. — Lwów. — 1928.
- Szerokość jezdni w ulicach miejskich. — Lwów, Skł. główny w księgarniach Zakładu Nar. im. Ossolińskich, 1928. Перед тем труд частями печаталась в журнале «Czasopismo Techniczne» за 1927 год, № № 18-22.